# Роберт Теше
Роберт Теше (на немски: Robert Tesche) е германски футболист, роден на 27 май 1987 г. във Висмар. Защитава цветовете на Хамбургер. Играе на поста офанзивен полузащитник, но може да бъде използван и като нападател.

## Кариера
Теше започва да тренира във ФФЛ Менигхюфен през 1993 г. През 2001 г. отива в ДЮШ на Арминия Билефелд. От сезон 2006/2007 е част от дублиращия отбор, пъ-късно е привикан в А отбора от треньора Ернст Мидендорп. Дебютира в Първа Бундеслига на 30 март 2007 г. срещу Борусия Дортмунд. През месец май същата година подписва нов тригодишен договор, но в началото на юли 2009 г. преминава в Хамбургер.